# Індекс передавання кольору

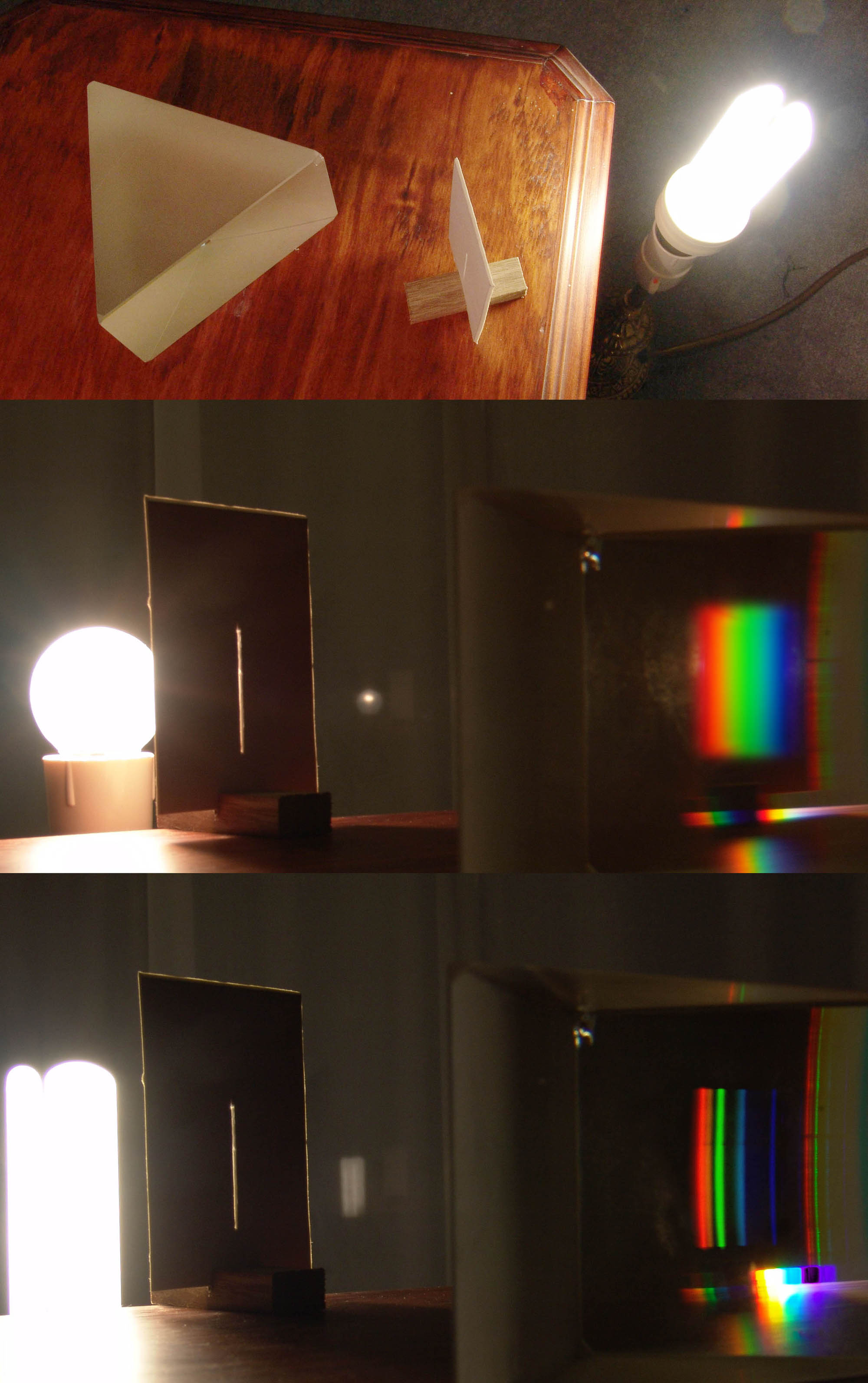
Порівняння спектрів ламп розжарення та люмінесцентної

Індекс передавання кольору CRI (Color Rendering Index)  фотометричний показник, що визначає здатність джерела світла передавати кольори, за допомогою якого оцінюють якість відтворення кольорів різними  джерелами світла з однаковою корелятивною колірною температурою (тобто температурою чорного тіла, що має схожий спектр). Ця потреба виникла через появу люмінесцентних ламп котрі, на відміну від давніх ламп розжарення, не мали світлового випромінення з безперервним спектром, натомість виробляли світло з обмеженим набором кольорів. Через це сучасні (станом на 2010 роки) ощадні джерела світла, могли  освітлювати предмети так, що змінювалося сприйняття їхнього кольору, порівняно з їхнім освітленням взірцевим  джерелом світла або природним світлом. Джерела світла з високим рівнем CRI  важливі для  застосування, насамперед у таких випадках як, наприклад, догляд за новонародженими, або відновлення/освітлення предметів мистецтва. Він визначається Міжнародною комісією з освітленості (CIE) так:
Передавання кольору: вплив джерела світла на кольорове зображення предметів, шляхом свідомого чи підсвідомого порівняння їх, з кольоровим їхнім зовнішнім виглядом під взірцевим джерелом світла.
Індекс передавання кольору джерела світла, не вказує на удаваний колір джерела світла; ці дані перебувають під рубрикою корелятивної колірної температури (CCT). Значення CRI залежить від спектрального складу світла, яке випромінює джерело. На знімку праворуч, показано безперервну веселку кольорів лампи розжарення і переривчастий лінійний спектр люмінесцентної лампи — колишня «застаріла» лампа розжарення, має набагато більший CRI.
Значення, що часто позначають як «CRI» для побутових освітлювальних приладів, насправді відповідає показнику CIE Ra — міжнародному стандарту відтворення кольору, а «CRI» є загальним терміном.
У чисельному вираженні, найбільш можливе значення CIE Ra, дорівнює 100 і воно буде відповідати лише джерелу, подібному стандартизованому денному світлу або абсолютному чорному тілу (лампи розжарення - це у дійсності, чорні тіла), та знижуватиметься до дуже низьких значень для деяких джерел світла. Для прикладу, натрієві лампи низького тиску, мають від'ємний CRI; флуоресцентні лампи мали індекс від близько 50, для звичайних типів, до 98 — для найкращого мульти-фосфористого типу. Побутові світлодіоди, мають CRI близько 80+, натомість деякі виробники станом на 2015 рік, стверджували, що їхні світлодіоди досягли значення CRI до 98.

## Історія
Дослідники використовують денне світло, як зразок для порівняння кольоропередавання електричного світла. 1948 року, Бома назвав денне світло відмінним джерелом освітлення для гарного передавання кольору, оскільки воно:
- відбиває  велику різноманітність кольорів: CIE (показник що визначає — наскільки точно джерело світла передає кольори предметів порівняно з еталонним освітленням); CRI; TCS; SPDs (спектральний розподіл потужності); SPD із восьми зразків кольорів для випробувань (TCS), що використовуються для розрахунку індексу загального відтворення кольорів (CRI)

SPD із восьми зразків кольорів для випробувань (TCS), що використовуються для розрахунку індексу загального відтворення кольорів (CRI)

- дозволяє легко відрізнити незначні відтінки кольору;
- кольори предметів навколо нас, явно виглядають природно.

Близько середини 20 століття, науковці - колористи, почали цікавитися оцінкою здатності штучних джерел світла, точно відтворювати кольори. Європейські дослідники намагалися описати освітлювальні прилади, шляхом вимірювання спектрального розподілу потужності (SPD) у "представницьких" спектральних смугах, тоді як їхні північноамериканські колеги, вивчали колориметричний ефект джерел світла на зразкових предметах.
CIE зібрав комітет для вивчення цього питання та ухвалив пропозицію використовувати останній підхід, який не потребує спектрофотометрії, з набором зразків Манселла.
Щоби вирішити проблему порівняння джерел світла з різними колірними температурами (CCT), CIE вирішив використати еталонне чорне тіло з такою ж колірною температурою для ламп, у яких CCT не перевищує 5000 К, або інакше, на етапі стандарту CIE, джерело освітлення D (денне світло). Це дало безперервний розбіг колірних температур, з яких можна вибирати відповідність.

## Показники CRI деяких ламп
- Натрієва газорозрядна лампа низького тиску:                   1800 (К) —    - 44 (CRI від'ємний)Люмінесцентна лампа з позначкою 840, що відповідає CIE Ra, від 80 до 89 і колірній температурі 4000 К (нейтральний білий)

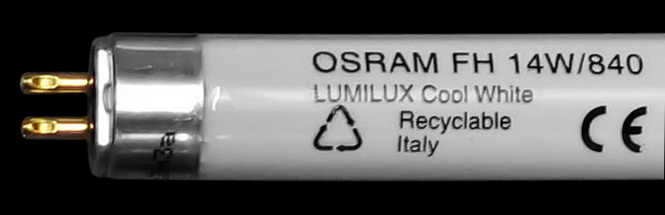
Люмінесцентна лампа з позначкою 840, що відповідає CIE Ra, від 80 до 89 і колірній температурі 4000 К (нейтральний білий)

- Ртутна газорозрядна лампа:                                               6410 (К) —    17 (CRI)
- Натрієва газорозрядна лампа високого тиску:                   2100 (К) —      24 (CRI)
- Люмінесцентні лампи:                                             2940...6430 (К) —      51...89 (CRI)
- Світлодіодні лампи:                                                 2700...6500 (К) —      83...98 (CRI)
- Металгалогенові лампи керамічні:                                       5400 (К) —     96 (CRI)
- Галогенова лампа:                                                                3200 (К) —  100 (CRI)
- Лампа розжарення:                                                               2700 (К)  — 100 (CRI)

## Несумісність світлодіодного освітлення для фільмів та відео з високою роздільною здатністю

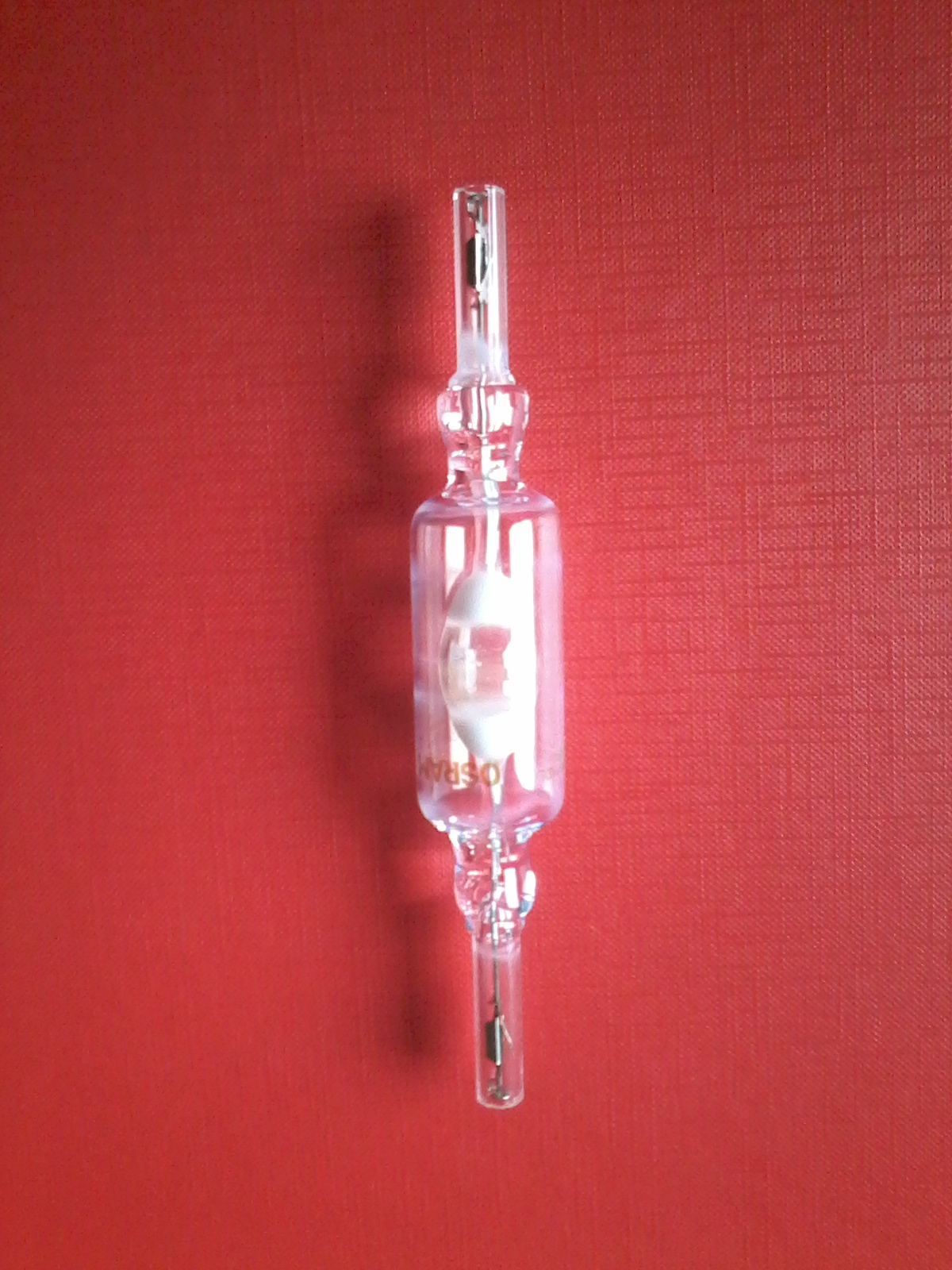
Металгалогенова лампа Osram з покращеним передаванням кольору

Виникли проблеми під час спроби використання світлодіодного освітлення на знімальних майданчиках кіно- та відео-знімання. Колірні спектри основних кольорів світлодіодного освітлення (станом на 2015 рік) не відповідали очікуваним смугам пропускання довжин хвиль колірних емульсій плівки та цифрових сенсорів.
Внаслідок цього, передавання кольорів може бути цілком непередбачуваним в оптичних відбитках, переносах на цифрові носії з плівки (DI) та записах відеокамер. Це явище стосовно кіноплівки, було досліджено у низці випробувань світлодіодного освітлення, що проводилося науковими співробітниками Академії кіномистецтв.
Задля цього, було розроблено різні інші показники, як от TLCI (індекс узгодженості телевізійного освітлення), щоби замінити спостерігача — людину, на спостереження за камерою. Подібно до CRI, цей показник вимірює якість джерела світла, тобто як це буде видно на камері, по шкалі від 0 до 100.  Деякі виробники кажуть, що їхні продукти мають значення TLCI до 99.
Інший двовимірний підхід — GAI (Індекс площі спектру). Стандартна веселка кольорів, відповідно до CIE1931, показує усі кольори, які може сприймати людське око. Однак залежно від джерела світла, можна передати лише частину всієї кольорової палітри. З використанням колірних координат восьми взірцевих кольорів, поверхня октаедра, у колірному просторі, відтворюється як зразковий колірний простір (спектр). За допомогою спектрометра, зображена площа джерела світла порівнюється зі зразковою, та визначається значення GAI.  Досконало, це повинно бути від 80 до 100. Отож, значення GAI, надає дані про природність світла тож з них можна робити висновки про насиченість освітлених об'єктів і життєдайність кольорів. GAI переважно, використовується для вимогливих щодо кольорів  застосувань, скажімо музеїв.

## Якість зразкового світла
Оскільки індекс відтворення кольорів, просто визначає схожість зі взірцевим (еталонним) світловим кольором, високий індекс передавання кольору, автоматично не означає, що всі кольори можуть добре відтворюватися та оцінюватися належно. Так, наприклад, зразкове світло лампи розжарення (колірна температура випромінювання 2700 К), містить дуже небагато складників синього та фіолетового світла, що призводить до поганого відтворення цих кольорів. Для гарного передавання кольорів, треба, щоби не лише був високим показник їхнього відтворення, але й аби зразкове світло мало веселку кольорів, яка є якнайбільш повною. Це добре за колірної температури від 4500 К до 6000 К. Для кращої оцінки якості джерела світла, крім загального індексу передавання кольорів, часто використовуються особливі індекси відтворення кольорів, наприклад, насичений червоний колір. 

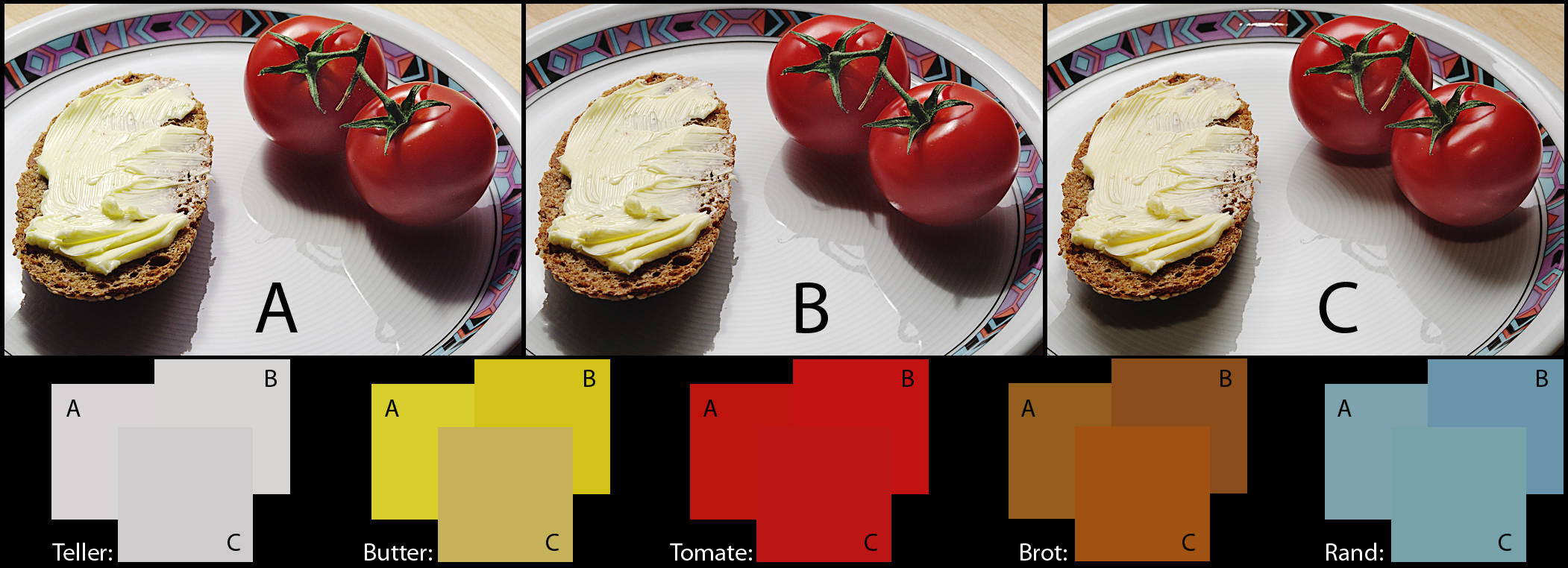
Знімки з компактною люмінесцентною лампою (A), галогеновою лампою високої напруги (B) та спалахом (C). Різні індекси передавання кольорів, призводять до відмінностей у зображенні.